# 127e brigade de reconnaissance
Pour les articles homonymes, voir 127e brigade et 127e division.
La 127e brigade de reconnaissance est une formation des troupes côtières de la marine russe, portant le numéro d'unité militaire no 67606.
La brigade fait partie du 22e corps d'armée, qui dépend de la flotte russe de la mer Noire.

## Histoire
Elle a été créée après l'Annexion de la Crimée par la Russie en 2014, elle est spécialisée dans actions amphibies, renseignement électronique, drones et opérations psychologiques).

### Guerre russo-ukrainienne
Elle a subi de lourdes pertes lors de la guerre.

### Composition
Elle est composée :
- un bataillon de reconnaissance :
  - une première compagnie de reconnaissance ;
  - une seconde compagnie de reconnaissance ;
  - une troisième compagnie de reconnaissance et de débarquement ;
  - une quatrième compagnie de moyens techniques de renseignement ;
- un bataillon de renseignement électronique :
  - une compagnie de renseignement électronique ;
  - une compagnie de guerre électronique ;
- un bataillon de transmissions ;
- une compagnie de drones (modèles Orlan et Leyer) ;
- une compagnie de soutien logistique ;
- une compagnie de maintenance ;
- une escouade d'opérations psychologiques ;
- un peloton du génie ;
- un groupe de reconnaissance NBC[4].